# Carnières
Carnières är en kommun i departementet Nord i regionen Hauts-de-France i norra Frankrike. Kommunen ligger i kantonen Carnières som tillhör arrondissementet Cambrai. År 2022 hade Carnières 987 invånare.

## Befolkningsutveckling
Antalet invånare i kommunen Carnières
| Referens: INSEE |